# Juan del Castillo (eclesiástico)
Juan del Castillo fue un eclesiástico español, profesor de griego, perteneciente al grupo de los alumbrados. Condenado por la Inquisición por sus ideas heréticas, fue ejecutado en la hoguera hacia 1535.

## Biografía
Quizá sea el mismo Dominus Johannes de Castillo, hispanus, burgensis diocesis presbiter que el 23 de julio de 1522 se matriculó en la Universidad de Lovaina, donde pudo impregnarse de las ideas erasmistas. Cuando hacia 1525 el almirante de Castilla Fadrique Enríquez llamó a su villa de Medina de Rioseco al sacerdote y alumbrado vizcaíno Juan López de Celaín para evangelizar sus estados, uno de los reclutados será Castillo que residirá algún tiempo en Medina con los otros apóstoles del almirante, aunque el proyecto no tardó en ser abandonado.
Protegido por el inquisidor general Alonso Manrique llegó desde a Toledo desde Sevilla, donde era maestro de niños, en 1525. En Toledo impartió clases de griego y, ordenado sacerdote, obtuvo el título de maestro en Teología, aunque Luis Beteta, otro alumbrado procesado por la Inquisición, ponía en duda que mereciese tal grado tras discutir con él acerca de si el pecado mortal hace perder la fe. Desde Toledo trabó conocimiento y amistad con otros alumbrados y erasmistas, como la alcarreña María de Cazalla a la que visitó en Guadalajara y Bernardino Tovar. Al ser detenido Tovar en 1530 y ante el temor de ser procesado por la Inquisición, abandonó España y se trasladó primero a Francia, donde debió de pasar muy poco tiempo, y luego a Italia. Entre tanto, Francisca Hernández, alumbrada vallisoletana y el clérigo Diego Hernández, en sus delaciones ante el tribunal inquisitorial lo tacharon de luterano. En febrero de 1532 supo el tribunal que se encontraba en Bolonia dando clases de griego. La presencia del emperador Carlos V en Bolonia facilitó su detención y traslado a España, a donde llegó en junio. También fueron apresados por la Inquisición sus hermanos Gaspar de Lucena, detenido y sometido a tortura en 1532, que todavía se hallaba preso en 1535, y Petronila de Lucena, presa durante varios meses de 1534. El único de estos procesos que se ha conservado es el de Petronila, que incluye algunas cartas de hondo contenido espiritual y consolatorio de su hermano Juan. Por otros procesos se sabe que en enero de 1535 todavía no se le había juzgado y que se le extraían confesiones mediante tortura. Entre esas confesiones que lo calificaban como luterano negaba el libre albedrío y rechazaba el valor a las obras de cara a la salvación. En un margen del proceso de Luis de Beteta, junto a su nombre citado como testigo aparece «quemado».